# Програма захисту принцес
Програма захисту принцес  (англ. Princess Protection Program) — оригінальний фільм Disney Channel (2009) режисера Еллісон Лідді-Браун із Демі Ловато та Селеною Гомес у головних ролях.

## Сюжет
Принцеса Розалінда Марія Монтойя Фіоре скоро стане королевою маленької нації Коста-Луна. Генерал Магнус Кейн, диктатор сусідньої країни Коста-Естрелья, вторгається в її палац зі своїми агентами під час репетиції коронації принцеси та намагається захопити королівську родину і країну.
Майор Джо Мейсон, агент Програми захисту принцес (PPP), таємної організації, що фінансується королівськими родинами та опікується принцесами, які перебувають під загрозою зникнення, вивозить її гелікоптером у безпечне місце. Однак агентам Кейна вдається схопити матір принцеси, королеву Софію Фіоре з Коста-Луни.
За допомогою програми захисту принцес, Розалінда ховається в домі Джо в Лейк Монро, штат Луїзіана, де вона знайомиться з його донькою-підлітком Картер.
Розалінда представляється як «Розі Гонсалес», «кузина Картер з Айови». Хоча Картер спочатку ставилася до неї вороже, згодом вона стала прихильнішою до принцеси, коли остання пояснила їй свою ситуацію. Після цього Розі і Картер стали найкращими друзями.
Картер вчить Розі поводитися як звичайний американський підліток, а Розалінда показує Картер, як обеззброїти тих, хто зневажає їх, особливо злих дівчат Челсі Барнс і Брук Енджелс. Розі незабаром стає популярною в їхній середній школі.
Намагаючись обманом змусити Розалінду розкрити її місцезнаходження, генерал Кейн оголошує про плани примусово одружитися з її матір'ю.
Дізнавшись про те ким насправді є Розі з журналу, Брук погрожує викрити її, якщо вона не відмовиться від голосування за титут місцевої королеви. Розі читає в журналі про незаплановане весілля та каже Картер, що вирішила повернутися додому. Знаючи, що Коста-Луна все ще надто небезпечна, Картер таємно розробляє план видати себе за Розалінду та використати себе як приманку, щоб заманити Кейна в полон.
Картер кличе містера Елеганте, королівського кравця та друга Розі, щоб він допоміг їй з її планом. Він каже Кейну, що Розі буде відвідувати танці при поверненні додому, і планує одягнути карибську блакитну сукню, яку насправді надсилає Картер, а Розі дає блідо-рожеву. Тим часом Розі погоджується залишитися на танці.
Щоб зробити подію особливою, група друзів, у тому числі Розі та Картер, надягають маски під час танцю, допомагаючи Картер переодягнутися так, щоб усі думали що вона Розі. Згідно з планом, Кейн і його агенти приймають Картер за Розалінду і ведуть її до гелікоптера Кейна. Однак після перемоги та здобуття титула місцевої королеви, Розі розкриває план, відкривши себе Кейну та пояснивши Картер, що це не її бій. На щастя, агенти Програми захисту принцес, включаючи майора Мейсона, чекали в вертольоті та врятували обох дівчат.
Агенти PPP швидко затримують Кейна та його поплічників. Розі коронували разом із Картер, Джо, Едом, Софією та містером Елеганте.

## Акторський склад
- Демі Ловато — принцеса Розалінда Марія Монтойя Фіоре/Роузі Гонсалес
- Селена Гомес — Картер Мейсон
- Том Веріка — майор Джо Мейсон
- Саллі Діас — королева Софія Фіоре
- Джонні Рей Родрігес — генерал Магнус Кейн
- Джеймі Чон — Челсі Барнс
- Ніколас Браун — Ед
- Роберт Адамсон — Донні
- Саманта Дрок — Брук
- Кевін Г. Шмідт — Бик
- Талія Ротенберг — Маргарет
- Моллі Хейган — режисер
- Дейл Діккі — Гелен Дігенерстет
- Рікардо Альварес — містер Елеганте
- Браян Тестер — директор Беркл

## Виробництво
Зйомки проходили в Пуерто-Рико з 14 березня 2008 року до 18 квітня 2008 року, і це перший оригінальний фільм Disney Channel, знятий у Пуерто-Рико. Шкільні сцени, а також сцени повернення додому знімалися в коледжах Сан-Ігнасіо де Лойола та колегіях Сан-Хосе в Сан-Хуані, а сцени з озером знімали на озері Карраїзо в Трухільо-Альто.

## Музичний супровід
У фільмі було представлено дві пісні: дует, записаний Ловато та Гомес під назвою «One and the Same», і пісню, записану Мітчелом Муссо під назвою «The Girl Can't Help It». Обидві пісні увійшли до альбому-збірки Disney Channel Playlist, який вийшов 9 червня 2009 року. У фільмі також звучить пісня «Two Worlds Collide» Ловато (увійшла в дебютний альбом Ловато «Don't Forget»), «Saturdays and Sundays» групи KSM (увійшла в їх альбом Read Between the Lines) і «Ride» Даяни Пейдж.

## Відгуки
На сайті Rotten Tomatoes рейтинг схвалення фільму становить 60 % на основі 5 рецензій. Лаура Фріс з журналу Variety описує фільм як «легкий, як літній вітерець на затоці Луїзіани». Фріс сказала, що фільм повинен стати хітом для цільової аудиторії каналу.

## Нагороди
| рік      | Церемонія                 | Нагорода | Результат |
| -------- | ------------------------- | --- | --------- |
| 2009 рік | Teen Choice Awards        | Вибір літнього телефільму                                                                                         | Перемога  |
| 2009 рік | Teen Choice Awards        | Найкраща літня телезірка – жінка : Селена Гомес                                                                   | Перемога  |
| 2009 рік | Teen Choice Awards        | Найкраща літня телезірка – жінка: Демі Ловато                                                                     | Номінація |
| 2010 рік | Гільдія режисерів Америки | Видатне режисерське досягнення в дитячій програмі – Еллісон Лідді-Браун                                           | Перемога  |
| 2010 рік | Премія молодого художника | Найкраща роль у телевізійному фільмі, міні-серіалі або спеціальному фільмі – головна молода актриса: Селена Гомес | Номінація |
| 2010 рік | Премія молодого художника | Найкраща роль у телевізійному фільмі, міні-серіалі або спеціальному фільмі – головна молода актриса: Демі Ловато  | Номінація |